# Tretanorhinus taeniatus
Tretanorhinus taeniatus — вид змій родини полозових (Colubridae). Мешкає в Колумбії і Еквадорі.

## Поширення і екологія
Tretanorhinus taeniatus мешкають в прибережних районах на заході Колумбії та на північному заході Еквадору (Есмеральдас). Вони живуть на берегах водойм у вологих тропічних лісах та на болотах. Зустрічаються на висоті до 1000 м над рівнем моря. Самиці відкладають яйця.

## Збереження
МСОП класифікує стан збереження цього виду як близький до загрозливого. Tretanorhinus taeniatus загрожує знищення природного середовища.